# RTL Radio Lëtzebuerg
RTL Radio Lëtzebuerg és una emissora de ràdio generalista luxemburguesa en luxemburguès. Les emissions de ràdio en llengua luxemburguesa van començar el 1958, inicialment únicament el matí, el migdia i el començament de la tarda. El programació completa de RTL 92.5 va iniciar-se el 19 d'octubre de 1959 a la freqüència FM 92,5 MHz del Centre Emissor de Junglinster. El 1970 va ser substituït per l'emissor de Hosingen. RTL 92.5 va ser l'única ràdio en luxemburguès fins al 1992. El 1986, l'emissora comença la seva difusió en so estereofònic i passa a emetre les 24h durant tot l'any el 1996. Amb 36% d'audiència, RTL Radio Lëtzebuerg és la ràdio més escoltada de Luxemburg i la primera font d'informació pels seus habitants.
El president és Alain Berwick; el director general, Fernand Matthes i la directora de programes, Christiane Kremer. RTL Radio Lëtzebuerg és propietat al 100% de CLT-UFA S.A., filial al 99,7% de RTL Group. Els estudis de RTL Radio Lëtzebuerg es troben al KB1, el nou edifici de RTL Group al 45 boulevard Pierre Frieden, al barri de Kirchberg de la ciutat de Luxemburg.
Entre els periodistes, destaquen, Guy Kaiser, Diane Klein, Eric Ewald, Nico Graf, Claude Zeimetz, Corinne Folscheid, Dany Rasqué, Danièle Weber, Max Theis, Carine Lemmer, Lynn Gaspar i Paul Konsbruck.